# Craspedosis weylandensis
Craspedosis weylandensis är en fjärilsart som beskrevs av Louis Beethoven Prout 1924. Craspedosis weylandensis ingår i släktet Craspedosis och familjen mätare. Inga underarter finns listade i Catalogue of Life.